# Theodore Antoniou
Theodore Antoniou (gr. Θεόδωρος Αντωνίου,  Teodoros Andoniu; ur. 10 lutego 1935 w Atenach, zm. 26 grudnia 2018 tamże) – grecki kompozytor.

## Życiorys
W latach 1947–1958 uczył się gry na skrzypcach, śpiewu i kompozycji w Konserwatorium Narodowym w Atenach. Jego nauczycielem był Manolis Kalomiris. Następnie kontynuował studia w Konserwatorium Greckim u Janisa Papaioanu (1958–1961) i w Hochschule für Musik und Theater w Monachium u Güntera Bialasa (1961–1965). Brał też udział w Międzynarodowych Letnich Kursach Nowej Muzyki w Darmstadcie, gdzie uczęszczał na zajęcia prowadzone przez Ligetiego, Stockhausena, Berio i Bouleza. W latach 1964–1966 pracował w monachijskim Elektronisches Studio des Bayerischen Rundfunks. W 1968 roku osiadł w Berlinie. Wykładał gościnnie w Stanach Zjednoczonych na Stanford University (1969–1970), University of Utah (1970), Philadelphia Musical Academy (1970–1977), University of Pennsylvania (1978) i Boston University (od 1979). Od 1974 do 1985 roku był również wykładowcą w Tanglewood.
W 2004 roku otrzymał nagrodę im. Herdera. Odznaczony Krzyżem Komandorskim greckiego Orderu Honoru. Pod koniec życia zmagał się z chorobą Alzheimera.

## Twórczość
W swoich wczesnych kompozycjach łączył elementy atonalizmu i greckiego folkloru muzycznego. Z czasem wypracował rodzaj syntezy muzyki serialnej, modalnej, dodekafonicznej i zmatematyzowanej. Wśród jego kompozycji znajdują się m.in. Kwartet smyczkowy (1960), opracowanie greckich pieśni ludowych na chór (1962), Concertino na fortepian, smyczki i perkusję (1962), Meli na głos i orkiestrę do słów Safony (1962), Antitheses na orkiestrę (1962), Epilogos na mezzosopran, narratora, obój, róg, gitarę, fortepian, kontrabas i perkusję na podstawie Odysei (1963), Mikrographie na harfę, czelestę, skrzypce, wiolonczelę i fortepian (1964), Koncert skrzypcowy (1965), Kinesis ABCD na dwie grupy smyczkowe (1966), dzieło sceniczne Klytemnestra dla aktorki, baletu i orkiestry kameralnej, Epigrams na sopran i orkiestrę kameralną (1981), Agape na chór mieszany, flet, bas i perkusję (1990), opera Bacchae (1991–1992).